# Schwarzbandkiebitz
Der Schwarzbandkiebitz (Vanellus tricolor) ist ein Watvogel in der Familie der Regenpfeifer (Charadriidae).
Die Art ist endemisch in Australien.

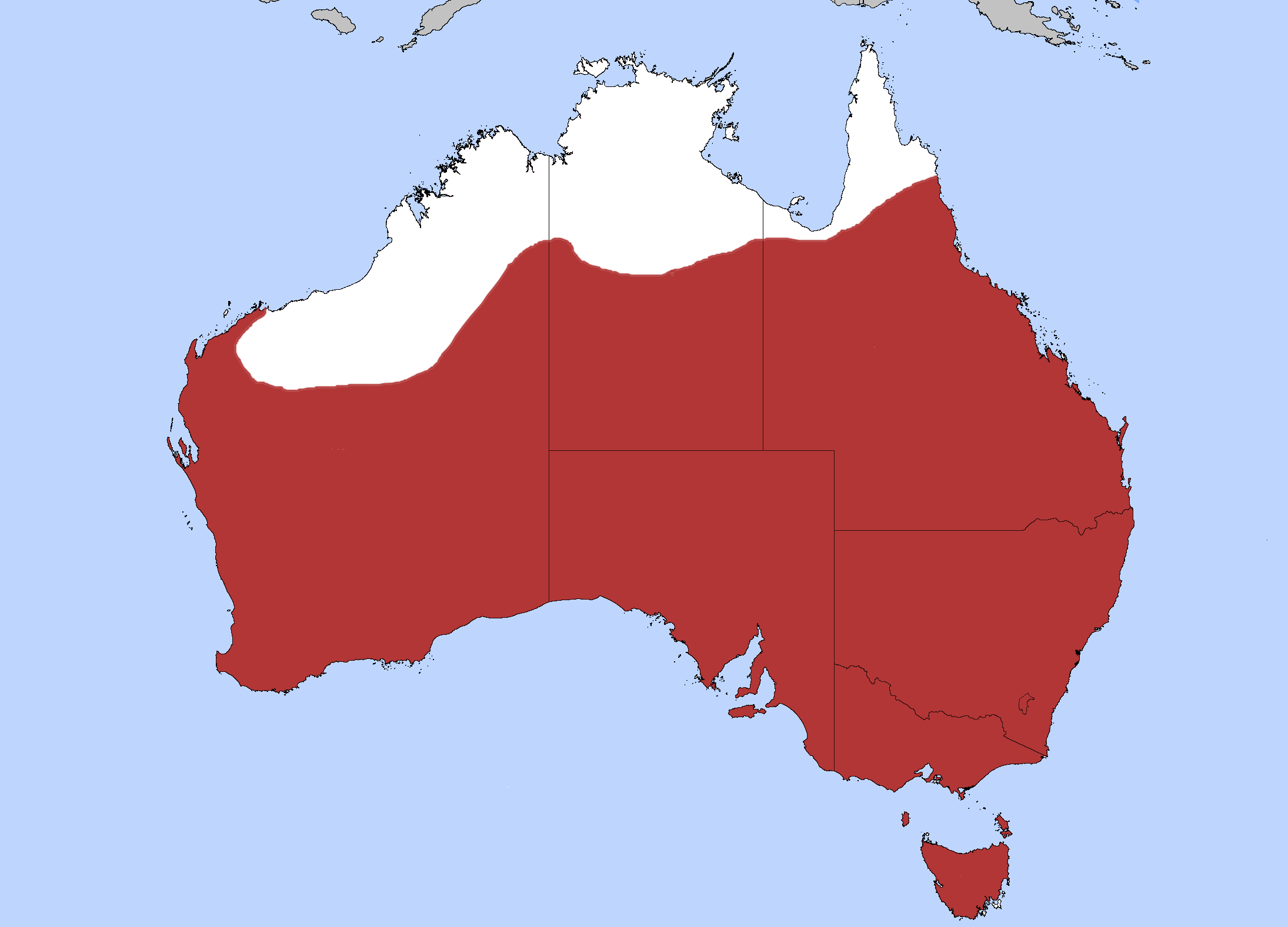
Verbreitungskarte

Der Lebensraum umfasst offenes, nicht dicht bewachsenes Gras- und Weideland, Fluggelände, offene semiaride Savanne südlich des 20. südlichen Breitengrades. Die Art ist überwiegend Standvogel.
Der Artzusatz kommt von lateinisch tricolor ‚dreifarbig‘.

## Merkmale
Diese Art ist 25 bis 29 cm groß, wiegt zwischen 140 und 216 g und hat eine Flügelspanne von 61 bis 67 cm. Sie ist damit der einzige große Kiebitz in Australien nach dem noch größeren Maskenkiebitz (Vanellus miles), welcher eine ganz weiße Brust, keine weißen Flügelbänder und eine andere Kopfzeichnung hat. Der Schwarzbandkiebitz hat ein u-förmiges dunkles Brustband und einen deutlichen weißen Hinteraugenstreif, der Kopf ist schwarz-weiß gefärbt. Die Oberseite ist matt violett-braun. Außerdem hat ein einen kleinen roten Kehllappen, einen ziemlich blassgelben Schnabel und ebensolche Iris. Die Geschlechter unterscheiden sich nicht, lediglich ist das Männchen etwas größer. Jungvögel haben einen matt gelbbraunen Schnabel, sehr kleine Kehllappen. Scheitel und Brustband sind bräunlich, die braunen Federn der Oberseite haben breite gelbbraune Ränder.
Diese Art ist monotypisch.

## Stimme
Der Ruf wird als schrilles "kew-kew, kew-kew" beschrieben, der Alarmruf als "er-chill-char, er-chill-char", schneller, aber ähnlich wie der des Maskenkiebitz (Vanellus miles).

## Lebensweise
Die Nahrung besteht aus Pflanzensamen, Blättern, Weichtieren, Insekten, die häufig mit den Füßen herausgescharrt werden. Die Nahrungssuche erfolgt tagsüber, während sehr heißer Stunden ruht der Vogel lieber im Schatten. Die Art tritt paarweise und auch mitunter in großen Gruppen auf.
Die Brutzeit hängt von der Regensaison ab, liegt oft zwischen Juni und November. Der Vogel lebt ortstreu und monogam. Das Nest ist eine flache Vertiefung auf der Erde, das Gelege besteht aus 4 Eier, die im Tagesabstand gelegt werden. Beide Elternvögel brüten über 26 bis 28 Tage.

## Gefährdungssituation
Die Art gilt als nicht gefährdet (Least Concern).